# Паспорт громадянина Куби

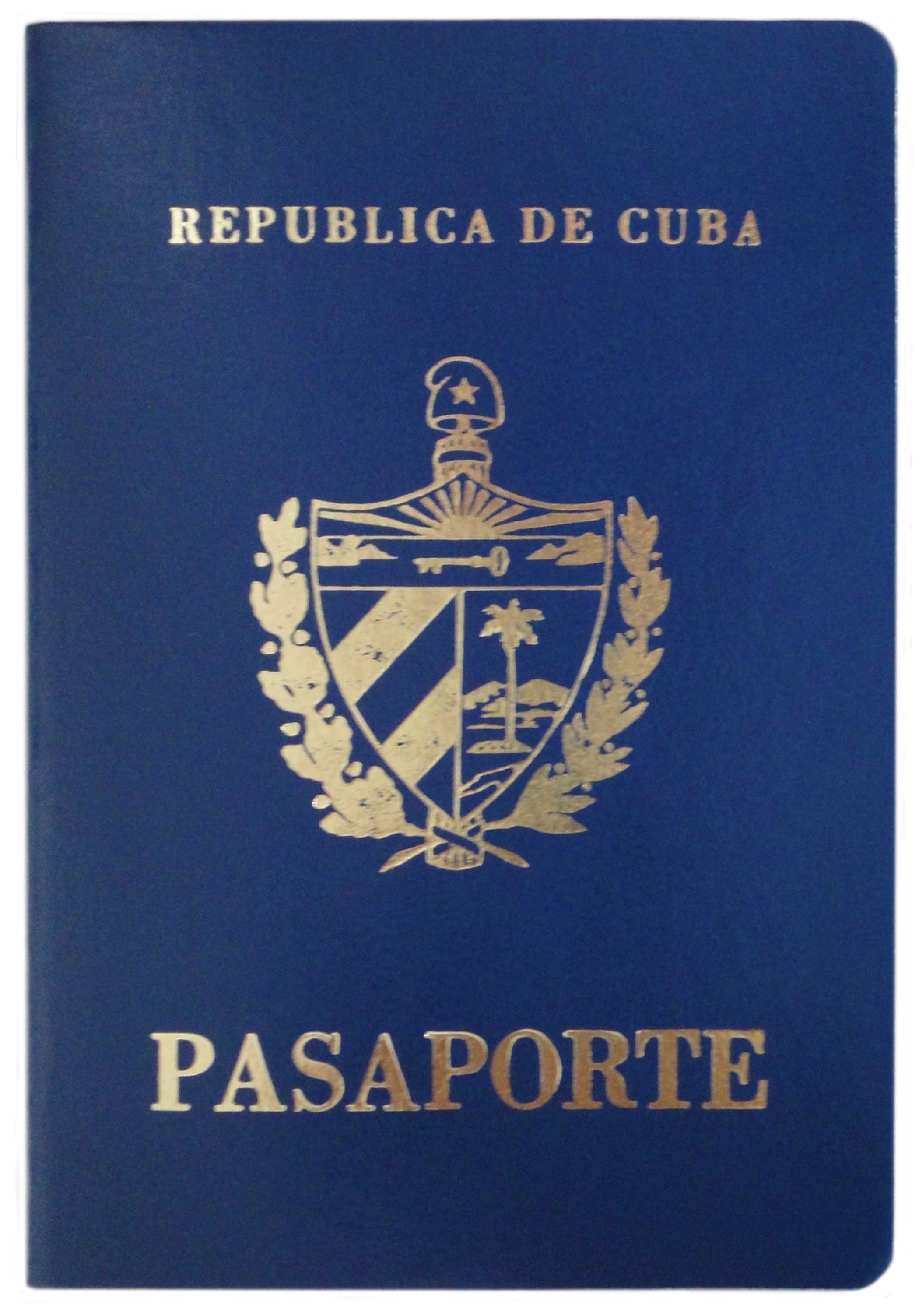
Сучасний кубинський паспорт

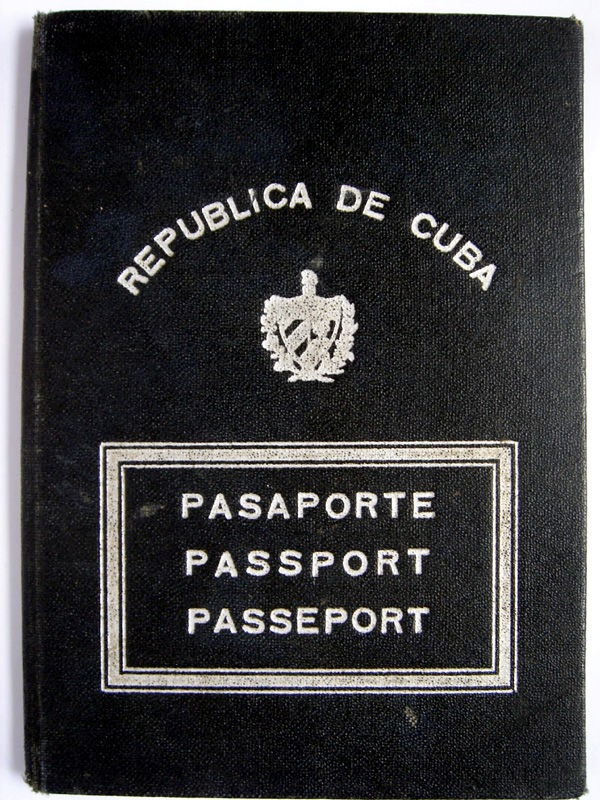
Кубинський паспорт зразка 1942 року

Паспорт громадянина Куби — документ, що видається громадянам Куби для поїздок за кордон. Звичайний паспорт діє протягом двох років від дати видачі. Термін дії паспорту можливо продовжити двічі (термін продовження також на 2 роки).

## Візові вимоги

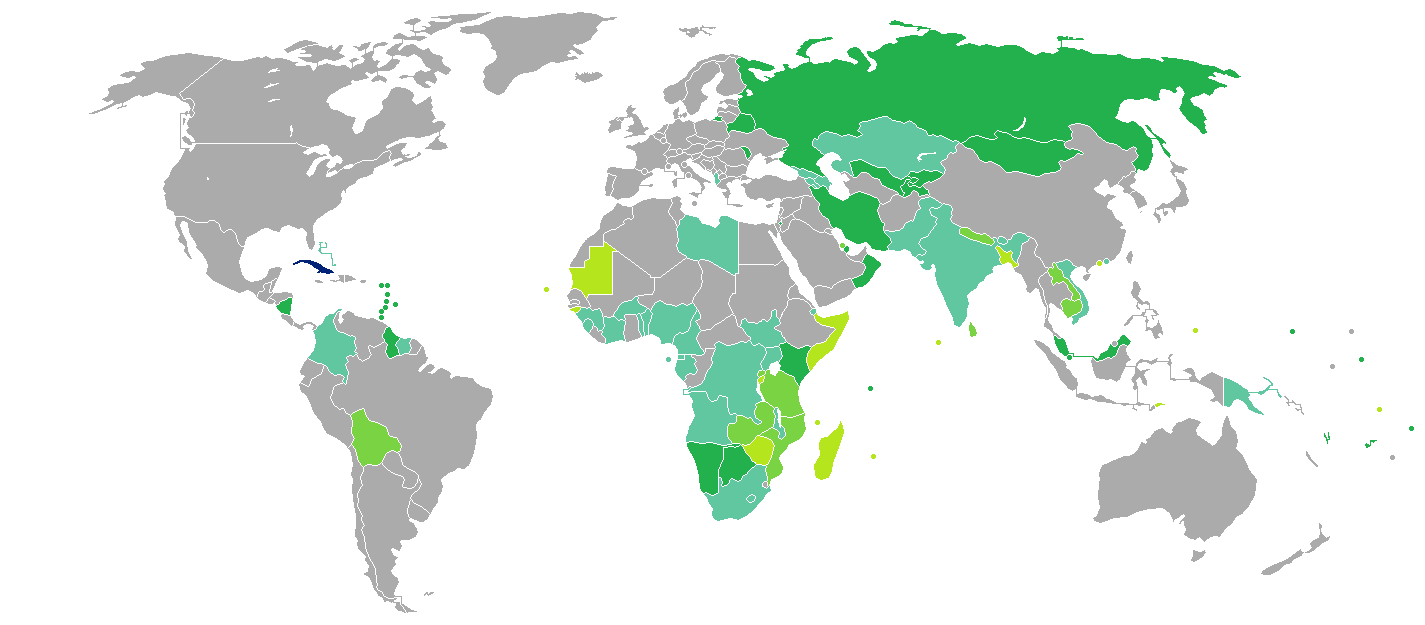
Куба
Безвізовий режим
Віза по прибуттю
eVisa
Віза доступна по прибуттю та онлайн
Потрібна віза

| Прапор Куби | Це незавершена стаття про Кубу. Ви можете допомогти проєкту, виправивши або дописавши її. |